# Auschwitz Album

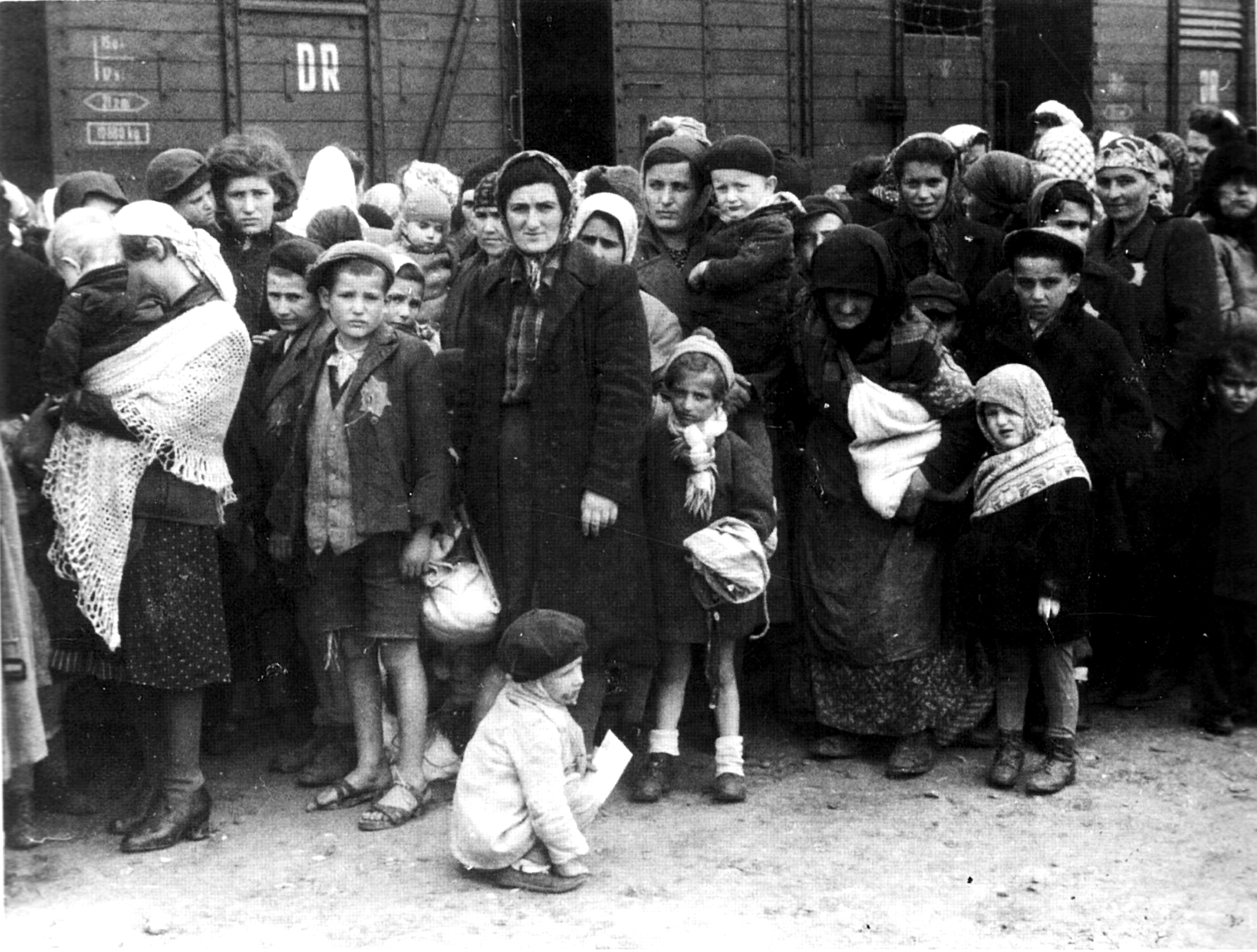
Aankomst van Hongaarse Joden in Auschwitz uit het Auschwitz Album.

Het Auschwitz Album is een fotoalbum waarin de aankomst van een deportatietrein met Hongaarse Joden in 1944 op weg naar de gaskamers in Auschwitz is vastgelegd. De foto's geven een zeldzaam beeld over de Holocaust in de Tweede Wereldoorlog. Samen met de illegaal genomen Sonderkommandofoto's vormen de foto's het enige fotografische bewijs van het vernietigingsproces in Auschwitz II-Birkenau. 

## Massamoord op Hongaarse Joden

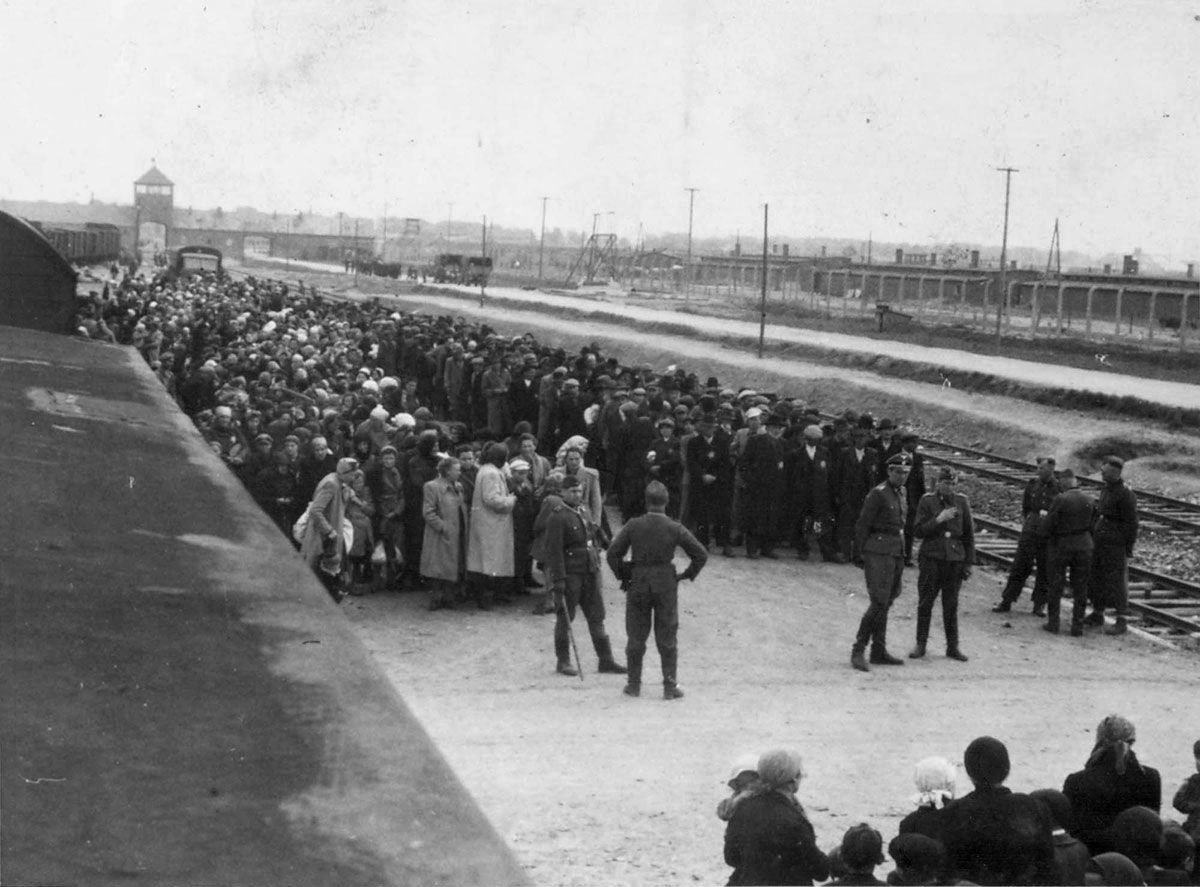
Selectie op het perron. Ouderen, moeders en kinderen gaan rechtstreeks door naar de gaskamers; de andere rij is geselecteerd voor dwangarbeid.

De afbeeldingen volgen de massamoord op de Hongaarse Joden in mei 1944 zeer nauw. Het laat de omstandigheden zien bij aankomst van de treinen en de selectieprocessen, uitgevoerd door de doktoren van de SS. De fotograaf volgde de twee verschillende groepen, namelijk de mensen die werden geselecteerd voor dwangarbeid, omdat ze voldoende fit werden beoordeeld om te werken, en degenen die direct naar de gaskamers werden gestuurd, hun dood tegemoet. Onder de laatste groep vooral veel vrouwen met kinderen, oudere mannen en gehandicapten.

## Fotograaf
De fotograaf was Wilhelm Brasse. Hij werkte in de doka van Auschwitz samen met: Tadek Brodka, Stanislaw Tralka, Wladyslaw Wawrzyniak, Franek Myszkowski en Alfred Wojcicki. Onder de leiding van SS'er Bernhard Walter voerden zij de identificatiedienst uit in Auschwitz. Zij moesten alle gevangenen en de slachtoffers van Josef Mengele fotograferen voor de leiding van het kamp, om het vervolgens verder te verspreiden onder de leiders van de Nazi's.

## Vondst
Dat het album is overgeleverd is een zeldzaamheid, omdat de nazi's alle sporen van de massavernietiging wilden uitwissen. Ook de manier waarop het album werd gevonden, is bijzonder. Het album is gevonden door Lilly Jacob. Jacob (later Lilly Jacob-Zelmanovic Meier) werd in Auschwitz II-Birkenau geselecteerd om te werken, terwijl de rest van haar familie naar de gaskamer werd gestuurd. Toen de Sovjettroepen naderden, werd Auschwitz ontruimd en zowel de SS'ers als veel gevangenen werden naar diverse concentratiekampen dieper in Duitsland gebracht. Via enkele kampen kwam Lilly Jacob terecht in het concentratiekamp Mittelbau-Dora, 640 kilometer verwijderd vanaf Auschwitz. Na de bevrijding hier werd ze geplaatst in een barak voor zieken. In deze barak vond ze het album in een kast naast haar bed. In het album vond ze onder andere foto's van haarzelf en haar familie.

## Publicatie
Het bestaan van het album werd publiekelijk pas bekendgemaakt in 1964-1965, toen het werd aangedragen als bewijsmateriaal tijdens het tweede Auschwitzproces. In 1980 bezocht 'nazi-jager' Serge Klarsfeld Lilly Jacob en overreedde haar om het album te schenken aan het Holocaust Museum Jad Wasjem in Israël. Het album met inhoud werd later dat jaar gepubliceerd onder de naam The Auschwitz Album: Lili Jacob's Album.